# Maecenas
Gaius Cilnius Maecenas (70 př. n. l. – 8 př. n. l.) byl důvěrník a rádce Gaia Octavia, pozdějšího prvního římského císaře Augusta, a zároveň ochránce a podporovatel nové generace tzv. augustovských básníků.
Jeho jméno se stalo synonymem bohatého ochránce umění – mecenáše.

## Život
Zmínky o něm v Propertiovi (Propertius ii. I, 25–30) ukazují, že se nějakým způsobem účastnil válečných bojů u Mutiny, Filipp a Perusie. Byl pyšný na svůj etruský původ a tvrdil o sobě, že pochází ze vznešeného rodu Cilniů, kteří ve 4. stol. př. n. l. žili v Arretiu a svým bohatstvím a vlivem budili závist u svých spoluobčanů (Livius X, 3). Tacitus (Annales 6.11) se o něm zmiňuje jako o „Cilniovi Maecenatovi“. Je možné, že „Cilnius“ bylo rodové jméno Maecenatovy matky a Maecenas bylo ve skutečnosti přízvisko.

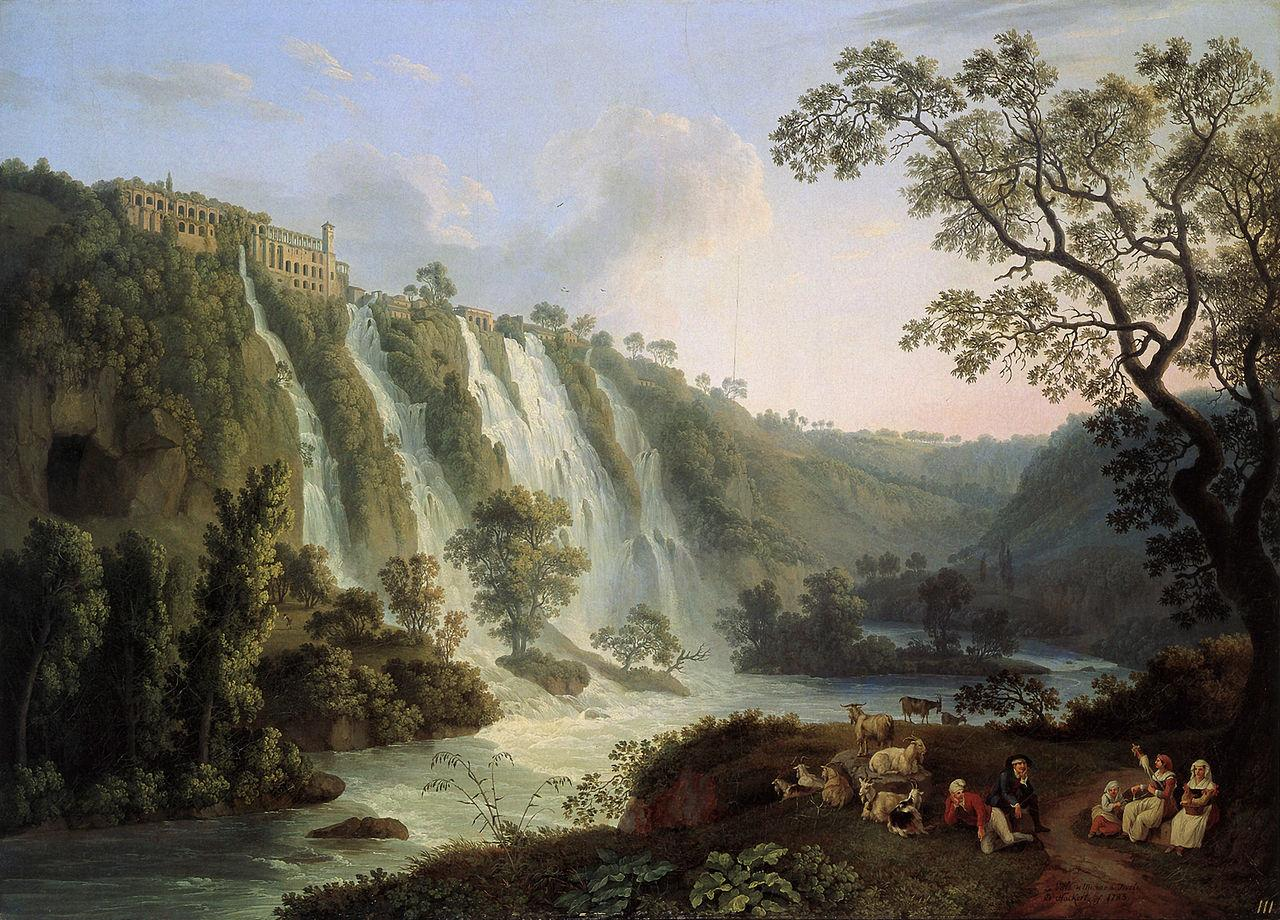
Maecenatova vila a vodopády v Tivoli v Itálii, Jacob Philipp Hackert, 1783

Cicero (Pro Cluentio, 56) se zmiňuje v událostech roku 91 př. n. l. o bohatém příslušníku jezdeckého stavu Macenatovi, který byl pravděpodobně Gaiovým dědečkem nebo otcem. Svědectví Horatiovo (Ódy iii, 8,5) o Maecenatově zálibě v literatuře nasvědčuje, že patřil k elitě vzdělanců své doby.
Nesmírné bohatství pravděpodobně zdědil, avšak za své postavení a vliv vděčil blízkému vztahu s císařem Augustem. V dějinách Říma se poprvé objevuje v roce 40 př. n. l., kdy jej Augustus pověřil organizováním své svatby se Scribonií a později pomocí při zorganizování mírového jednání po bitvě u Brundisia a smíru s Markem Antoniem. Coby blízký přítel a rádce Augustův působil jako vyslanec v zahraničí. V pozdější době jejich přátelství ochladlo. Snad částečně proto, že Augustus měl milostný poměr s jeho ženou Terentií. Před svou smrtí Maecenas označil Augusta za jediného dědice svého majetku.
Horatius byl roku 39 př. n. l. představen Maecenatovi, který se již dobře znal s Variem a Vergiliem. V „Cestě do Brundisia“ z roku 37 líčí Horatius (Satiry, i, 5) Maecenata a Cocceia Nervu jako muže, kteří byli pověřeni důležitým posláním a zasloužili se o urovnání sporu mezi dvěma stranami nárokujícími si nejvyšší moc, který vyústil do smlouvy s Tarentem. Během sicilské války se Sextem Pompeiem roku 36 př. n. l. byl Maecenas odeslán zpět do Říma a pověřen nejvyšší správní mocí v Římě a v Itálii. Byl Oktaviánovým místodržícím v tažení u Aktia, kdy pohotově a ve vší diskrétnosti rozbil spiknutí Lepida mladšího.
V pozdějších letech trpěl pocitem, že je v císařově nemilosti. Suetonius (Augustus, 66) vysvětluje Augustovu ztrátu náklonnosti jako důsledek Maecenatova indiskrétního vyzrazení odhaleného spiknutí proti Augustovi své ženě Terentii. Ve spiknutí byl zapleten i její bratr Murena. Dio Cassius (Liv. 19) oproti tomu tvrdí, že se tak stalo v důsledku císařova milostného poměru s Terentií. Maecenas zemřel 8 př. n. l. a Augusta zůstavil jediným dědicem. Augustus měl nadále zvětšovat majetek a vynakládat jej na podporu umění. Jedno z nejvýznamnějších oddělení císařského dvora resp. jeho pokladny bylo nazýváno largitiones – štědrosti. Většina výdajů sledovala daleko praktičtější cíle než je pouhá štědrost.
Názory na osobní vlastnosti a charakter Maecenata se ve starověku různily, shodně však vypovídají o jeho diplomatických a administrativních schopnostech. Byl uznáván pro moderní smýšlení – zásluhy na zavádění novot, pro diplomatické schopnosti – dokázal usmířit znesvářené strany, politické schopnosti – provedl čerstvě vzniklé císařství mnoha úskalími. Měl rozhodující vliv na Oktaviánovu mírumilovnou politiku v době triumvirátu s Antoniem a Lepidem. Marcus Velleius Paterculus (ii. 8) podává souhrn jeho lidských a státnických vlastností a líčí jej jako bdělého v kritickým okamžicích ohrožení, hledícího daleko dopředu, vybraného chování, v okamžicích, kdy se vzdálí povinnostem, libujícího si v přepychu a zženštilého více než ženy.

## Mecenášství (patronát)
Maecenas je známý především svou podporou mladých básníků, pro tuto činnost se jeho jméno stalo synonymem „patrona umění“. Podporoval Vergilia, který napsal na jeho počest Georgika. Vergilius, na kterého udělaly dojem ukázky z poezie Horatia, seznámil básníka s Maecenatem. Horatius se pak v první básni svých Ód (Ódy I. i) obrací na svého nového ochránce. Maecenas ho plně finančně podporoval a věnoval mu usedlost v Sabinských horách ve snaze přiblížit se tak řecké dobročinnosti. Maecenatovými chráněnci byli i méně významní básníci Varius Rufus, Plotius Tucca, Valgius Rufus a Domitius Marsus.
Pověst štědrého ochránce literatury – s níž je jeho jméno spojováno – je vděčně vyjádřena jejími recipienty a potvrzena s lítostí řečníky pozdější doby, vyjádřeno Martialem a Iuvenalem. Štědrost a podpora, kterou projevoval, nebyla z pouhé diletantské záliby v psaní, ale ohlížela se na vyšší státní zájmy. Nadané básníky své doby nepovažoval za pouhou ozdobu císařského dvora, spatřoval v nich sílu schopnou harmonizovat lidské smýšlení s novým společenským uspořádáním a považoval je za spojovatele hodnot současné společnosti s ideálem slávy a důstojnosti. Rozdíl závažnosti mezi Vergiliovými Eklogami a Georgikami je do velké míry výsledkem směru, který udal básnickému geniu státník. Podobnou změnu zaznamenaly Horatiovy rané ódy, v nichž vyjadřuje epikurejskou lhostejnost ke státním záležitostem, a slavné vlastenecké ódy v třetí knize, jež byly napsány pod tímto vlivem. Podobně se Maecenas usiloval odvrátit jemnějšího génia Propertia od psaní básní opakovaně na milostné motivy k tématům veřejného zájmu. Přestože jeho zájmy byly čistě politické, nevyvolávaly nikdy takový dojem u jeho chráněnců. Kouzlo, které vzbuzoval v kruhu svých geniálních chráněnců, tkvělo v jeho upřímnosti, srdečnosti a přímosti. Jeho kroužek čítal mnoho členů, avšak za přátele si vybíral pouze muže hodné svého přátelství a pokud si je vybral, zacházel s nimi jako se sobě rovnými. Většina Maecenatovy moudré povahy je pravděpodobně zaznamenána v Horatiových Satirách a Epištolách. Dosud se nepoštěstilo žádnému štědrému ochránci literatury, aby jeho jméno bylo spojováno s díly trvalého zájmu, kterými jsou Vergiliova Georgika, první tři knihy Horatiových Ód a Horatiova první kniha Epištol.

## Díla
Také sám Maecenas psal díla v próze i ve verších. Dochovaný dvaceti zlomků textů ukazuje, že jako autor byl mnohem méně úspěšný než jako znalec a ochránce literatury.
Ve své próze zpracovával různá témata – Prométheus, dialogy Symposium (hostina, kde byli přítomni Horatius, Vergilius a Messalla), De cultu suo (o mém životním stylu) a báseň In Octaviam („Proti Octavii“), jejíž obsah je nejasný a která pro svůj podivný styl, neobvyklá slova a podivný slovosled sklidila výsměch u Augusta, Senecy a Quintiliana.
Podle Diona Cassia je vynálezcem těsnopisu.

## Odkaz – dědictví
Jeho jméno je charakteristické dobrými styky a poskytováním štědré podpory. V různých jazycích se jeho jméno vžilo jako pojem vyjadřující soukromou ochranu a finanční podporu (převážně kultury, někdy mnohem širší, vnímanou mnohem altruističtěji než je pouhé sponzorství), např. mecenaat v nizozemštině, mécénat ve francouzštině, Mäzen v němčině, mecenatismo italsky a španělsky a mecenášství česky.
Portrét Gaia Mecenata vykreslil Alex Wyndham v seriálu Řím na stanici HBO.